# Kovács Péter (művészettörténész)
Kovács Péter Barnabás (Budapest, 1939. február 9. –) magyar művészettörténész.

## Életpályája
Szülei: Kovács Barnabás és Pilinszky Veronika voltak. 1957-1962 között az Eötvös Loránd Tudományegyetem Bölcsészettudományi Karának hallgatója volt. 1962-től számos történelmi és kortárs művészeti kiállítást rendezett. 1962 óta a székesfehérvári István Királyi Múzeum munkatársa, 1985-1992 között a múzeum igazgatója, 1992-2001 között főtanácsosa volt. A Magyar Tudományos Akadémia Művészettörténeti Bizottságának tagja. 1977-1980 között a Képzőművészeti Szövetség alelnöke volt. 1990-1998 között, valamint 2002-ben és 2006-ban országgyűlési képviselőjelölt volt.
Kutatási területe a 18. és a 20. századi szobrászat.

## Magánélete
1962-ben feleségül vette Kovalovszky Mártát. Egy fiuk született; Márton (1966).

## Művei
- Ferenczy Béni rajzok a Csók István Képtárban (1965)
- Magyar szobrászat 1920-1945: Kiállítás. Székesfehérvár, Csók István Képtár, 1966. márc. 20–máj. 29.; rend., összeáll., bev. Kovács Péter és K. Kovalovszky Márta; Fejér Megyei Nyomda, Székesfehérvár, 1966 (A huszadik század magyar művészete) (franciául is)
- Vilt Tibor (1972)
- Georg Raphael Donner (1979)
- A Fekete Sas Patikamúzeum (1979)
- A Szent István Király Múzeum Schaár Erzsébet gyűjteménye (1980)
- A modern szobrászat nyelvújítási kísérletei ((előadás „A művészet és/mint kommunikáció” című konferencián), 1983)
- A kibontakozás évei 1960 körül. A XX. század magyar művészete 11. (tanulmány, 1983)
- Mathias Braun (1986)
- A Szent István Király Múzeum közleményei (szerkesztő, 1986)
- Régi és új avantgárd, 1967-1975 / Early and new avantgarde, 1967-1975. Székesfehérvár, Csók István Képtár, 1987. október 24–december 31.; kiállításrend. Kovalovszky Márta, Ladányi József, tan. Kovács Péter, katalógus összeáll. Kovalovszky Márta; István Király Múzeum, Székesfehérvár, 1987 (István Király Múzeum közleményei. D. sorozat)
- Az avantgárd vége, 1975-1980. Székesfehérvár, Csók István Képtár, 1989. október 28–december 31. / The end of the avant-garde, 1975-1980; tan. Kovács Péter, adattár, bibliogr. Ladányi József, katalógus összeáll. Kovalovszky Márta; István Király Múzeum, Székesfehérvár, 1989 (István Király Múzeum közleményei. D. sorozat)
- A Fekete Sas Patikamúzeum / Apothekenmuseum zum Schwarzen Adler; István Király Múzeum, Székesfehérvár, 1988 (István Király Múzeum közleményei. D. sorozat)
- Székesfehérvár, egykori jezsuita templom és rendház; TKM Egyesület, Bp., 1989 (Tájak, korok, múzeumok kiskönyvtára)
- A tegnap szobrai. Fejezetek a magyar szobrászat közelmúltjából; Életünk Szerkesztősége–Magyar Írószövetség Nyugat-magyarországi Csoportja, Szombathely, 1992 (Életünk könyvek)
- Siflis András: Esővíz; szerk. Kovács Péter, tan. Ladányi József; István Király Múzeum, Székesfehérvár, 1992 (István Király Múzeum közleményei. D. sorozat)
- A barokk Székesfehérvárott; szöv., képanyag összeáll., szerk., Kovács Péter, fotó Szelényi Károly; Magyar Képek–F. Szelényi Ház, Bp.–Veszprém, 1993 (németül is)
- Megyik János. Szent István Király Múzeum, Székesfehérvár, 1993. november 13–december 12. / King St. Stephen Museum, Székesfehérvár, 13th November–12nd December; kiállításrend., tan. Kovács Péter; Szent István Király Múzeum, Székesfehérvár, 1993
- Fehérvári kiállítások, 1963-1993; összeáll. Kovács Péter et al.; bibliogr. Frigyik Katalin, Tavaszi Ágnes; Szent István Király Múzeum, Székesfehérvár, 1994 (A Szent István Király Múzeum közleményei. B. sorozat)
- Schaár Erzsébet; Gondolat, Bp., 1995 (Nagy magyar mesterek)
- Székesfehérvár - négy évszázad városképei (Baitz Péter néven, 1996)
- Kondor Béla emlékkiállítás. Székesfehérvár, Csók István Képtár, 1997. december 5–1998. január 15.; vál., rend., tan. Kovács Péter; Szent István Király Múzeum, Székesfehérvár, 1997
- Székesfehérvár, a koronázóváros; szöveg Kovács Péter, fotó Szelényi Károly; Magyar Képek, Veszprém–Bp., 1998 (angolul, hollandul, németül is)
- Francsics József (1925-1988) emlékkiállítás. Székesfehérvár, Szent István Király Múzeum, 1999. február 27–április 4.; tan. Kovács Péter; Szent István Király Múzeum, Székesfehérvár, 1999
- Európai iskolás mesterek a székesfehérvári gyűjteményekben. Székesfehérvár, Csók István Képtár, 2000. január 29–április 2.; kiállításrend. Kovalovszky Márta, Kovács Péter, Szűcs Erzsébet, tan. Kovács Péter; Szent István Király Múzeum, Székesfehérvár, 2000 (Modern magyar művészet a székesfehérvári gyűjteményekben)
- Kovalovszky Márta–Kovács Péter: "Örülök, hogy itt lóghat". Művészeti gyűjtemények Székesfehérvárott; Szent István Király Múzeum, Székesfehérvár, 2000 (A Szent István Király Múzeum közleményei B. sorozat)
- András Beck. Sculpteur / Beck András. Szobrász; szöv. Kovács Péter, Francis Villadier, Madeleine Van Waeyenberghe; Papyrus, Montreuil, 2001
- Székesfehérvár rejtett kincse. A Nepomuki Szent János-templom rokokó sekrestyéje; fotó Szelényi Károly; Magyar Képek, Veszprém–Bp., 2001 (angolul, németül is)
- A Merics gyűjtemény; szerk. Horváth János, tan. Kovács Péter; Somogy Megyei Múzeumok Igazgatósága, Kaposvár, 2002
- Maulbertsch Székesfehérvárott. A karmelita templom freskói és oltárképei; szöv. Kovács Péter, fotó Szelényi Károly; Magyar Képek, Veszprém–Bp., 2005
- Törmelék; Magvető, Bp., 2006
- Pilinszky közelében; Vigilia, Bp., 2015